# Yule Ritual
Yule Ritual es un álbum en directo de Hawkwind, lanzado por Voiceprint Records en 2001.
El doble CD recoge el concierto del 29 de diciembre de 2000 en el Teatro Astoria de Londres, llevado a cabo con varios invitados históricos relacionados con Hawkwind, como Simon House, Harvey Bainbridge, Tim Blake, o el escritor Michael Moorcock.

## Lista de canciones
Disco uno
1. "Electronic Intro" (Hawkwind) – 4:27
2. "Levitation" (Brock/Surman) – 8:47
3. "Spacebrock" (Brock) – 6:08
4. "Space Is Deep" (Brock) – 5:45
5. "Flying Doctor" (Brock/Calvert) – 5:04
6. "Warrior at the Edge of Time" (House/King/Moorcock/Powell) – 4:14
7. "Angels of Death" (Brock) – 6:36
8. "High Rise" (Calvert/House) – 5:07
9. "Damage of Life" (Brock) – 6:39

Disco dos
1. "Lighthouse" (Blake) – 7:54
2. "Sonic Attack" (Bainbridge/Brock/Davey/Lloyd-Langton/Moorcock/Thompson/Turner) – 5:56
3. "Free Fall" (Bainbridge/Beckenstein/Calvert) – 6:32
4. "Motorway City" (Brock) – 6:13
5. "Hurry on Sundown" (Brock/Hawkwind) – 3:43
6. "Spirit of the Age" (Brock/Calvert) – 7:06
7. "Assassins of Allah" (Brock/Calvert/Rudolph/Rudolph) – 8:58

## Personal
- Dave Brock: guitarra, voz, teclados
- Alan Davey: bajo, voz
- Richard Chadwick: batería
- Michael Moorcock: voz en "Warrior at the Edge of Time" y "Sonic Attack"
- Tim Blake: sintetizadores, voz
- Ron Tree: voz
- Simon House: violín
- Harvey Bainbridge: sintetizadores
- Jerry Richards: guitarra, voz
- Captain Ritz: voz en "Assassins of Allah"
- Keith Kniveton: sintetizadores
- Jez Huggett: saxo, flauta